# Донецький інститут соціальної освіти
Донецький інститут соціальної освіти — недержавний вищий навчальний заклад (інститут) ІІІ рівня акредитації. Місцеперебування — Донецьк, Україна.
Матеріально-технічна база: 3 навчальні корпуси, бібліотека, 4 комп'ютерні класи.
Форма навчання: денна, очно-заочна, заочна. Довузівка підготовка: термін навчання 8 місяців. Термін навчання: 5 років, друга вища освіта 2 роки.

## Історія
1990 року засновано Донецький філіал Російського відкритого університету. З січня 1992 року Донецький відкритий університет є самостійним вищим навчальним закладом. В травні 1993 одним з перших приватних вузів отримує державну ліцензію. 1996 у межах Донецького відкритого університету створюється Донецький інститут соціальної освіти, який 2004 перетворюється на Приватний вищий навчальний заклад Донецький інститут соціальної освіти (ДІСО). Один із засновників, хто стояв біля витоків інституту — Атанов Геннадій Олексійович.

## Структура

### Факультет філології
| Спеціальність                                              | Форма навчання     | Вступні іспити                                      |
| ---------------------------------------------------------- | ------------------ | --------------------------------------------------- |
| Українська мова і література та психологія                 | Денна, очно-заочна | Українська мова (диктант)                           |
| Українська мова і література та англійська мова.           | Денна              | Українська мова (диктант)                           |
| Переклад. Спеціалізації: — англійська, німецька, іспанська | Денна              | Іноземна мова (письмово), українська мова (диктант) |

### Факультет психології
| Спеціальність                                 | Форма навчання    | Вступні іспити                                |
| --------------------------------------------- | ----------------- | --------------------------------------------- |
| Психологія (медична, соціальна, педагогічна). | Дена, очно-заочна | Біологія (письмово) українська мова (диктант) |

### Факультет педагогіки
| Спеціальність                                       | Форма навчання | Вступні іспити            |
| --------------------------------------------------- | -------------- | ------------------------- |
| Географія                                           | Денна, заочна. | Українська мова (диктант) |
| Дошкільне виховання (на базі педагогічного училища) | Денна, заочна. | Українська мова (диктант) |
| Дошкільне виховання англійська мова                 | Денна, заочна. | Українська мова (диктант) |
| Початкове навчання (на базі педагогічного училища)  | Заочна.        | Українська мова (диктант) |
| Початкове навчання та англійська мова               | Денна          | Українська мова (диктант) |
| Початкове навчання та психологія                    | Денна, заочна. | Українська мова (диктант) |

### Факультет журналістики
| Спеціальність | Форма навчання | Вступні іспити                                           |
| ------------- | -------------- | -------------------------------------------------------- |
| Журналіст     | Дена, заочна   | українська література (твір), українська мова (диктант). |

### Факультет економіки
| Спеціальність                                                | Форма навчання              | Вступні іспити                                    |
| ------------------------------------------------------------ | --------------------------- | ------------------------------------------------- |
| Економіка підприємства (комп'ютерне моделювання в економіці) | Денна, очно-заочна, заочна. | Математика (письмово), українська мова (диктант). |
| Географія                                                    | Денна, очно-заочна, заочна. | Математика (письмово), українська мова (диктант). |

## Акредитація
Відповідно до листа Міністерства освіти і науки України № 1/9-616 від 28.11.2014 «Щодо оптимізації мережі вищих навчальних закладів» цьому вищому навчальному закладу, а також 52 іншим вишам, запропоновано визначитись до завершення 2014/2015 навчального року стосовно доцільності подальшого функціонування або можливого об'єднання зусиль з іншими навчальними закладами через «очевидну невідповідність ліцензованим умовам». Акредитаційна комісія України має розглянути доцільність діяльності вишу до травня 2015 року.